# 驱逐母舰

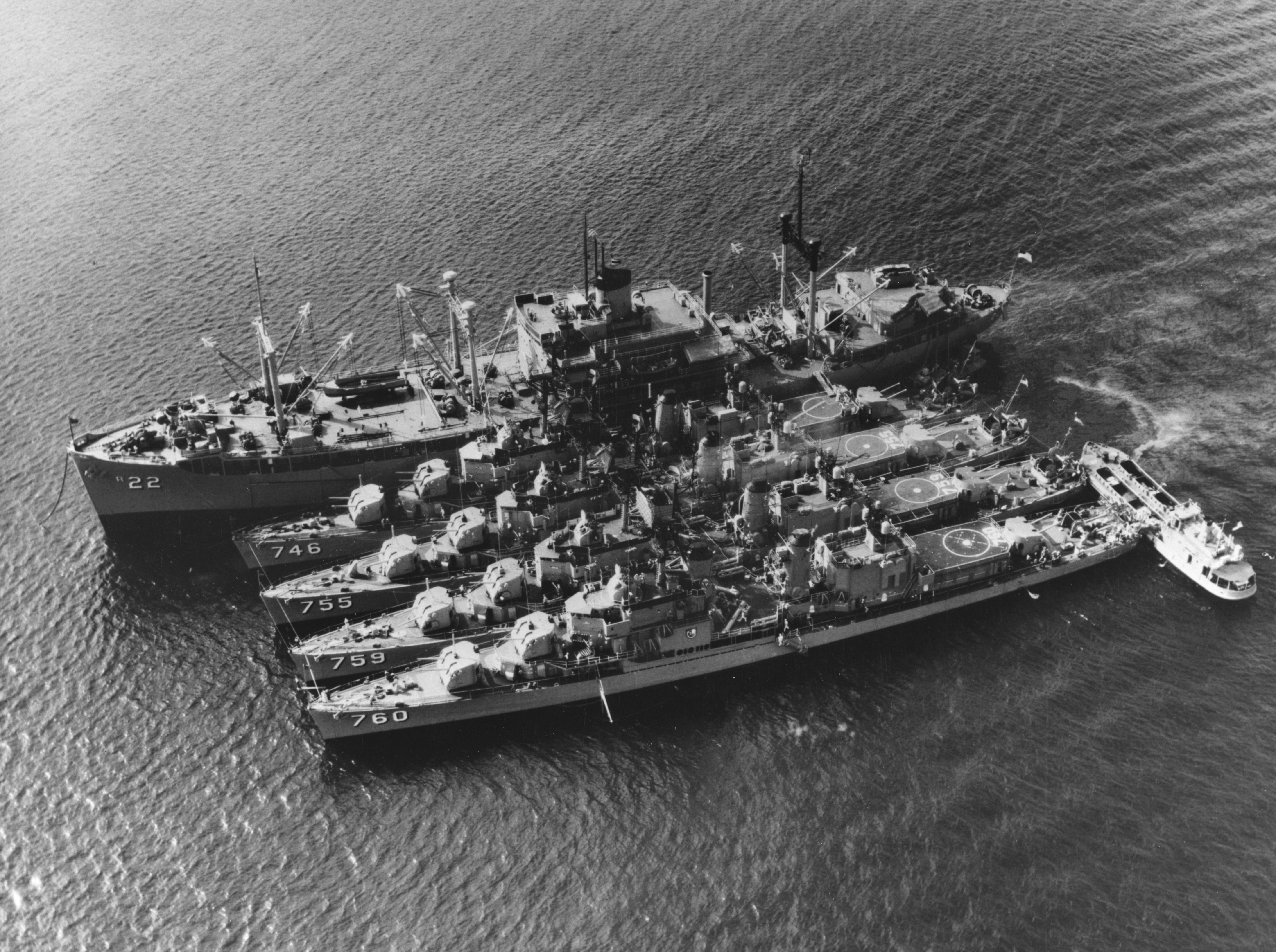
美军驱逐母舰克朗代克号驱逐母舰，旁边停泊着一列桑拿級（萨姆纳级）驱逐舰

驱逐母舰，或称驱逐舰补给舰，是一种主要为驱逐舰以及其他小型舰艇提供补给、支援等服务的辅助舰船。驱逐母舰的发展在二十世纪中叶达到了顶峰，随着现代舰船技术的发展，驱逐母舰也逐渐衰落。

## 背景
十九世纪中后期开始，海军舰艇逐渐披覆铁甲、乃至使用全钢结构。老式的实心弹一度对铁甲舰伤害有限，而新式的开花弹（高爆弹）则对木质军舰有着毁灭性的打击能力，这加速了全钢军舰的普及。这一阶段虽然舰炮很难对全钢军舰造成实际伤害，但鱼雷这种爆炸性武器却逐渐展露出对大型铁甲舰的威力来。在这种影响下，法国绿水学派开始鼓吹以小型而廉价得多的鱼雷战舰艇，来抗衡昂贵的铁甲舰。1891年智利内战中，鱼雷武器首次取得击沉大型水面军舰的战例，3500吨级的布兰科·恩卡拉达号被鱼雷炮舰击沉。各国因此纷纷展开自己的鱼雷舰艇的建设，鱼雷驱逐舰（日后演变为驱逐舰）开始崭露头角。
早期鱼雷艇驱逐舰为了追求机动性，而设计得修长细削；同时为了保证速度，而在舰上安装了相对大型的蒸汽引擎。鱼雷艇驱逐舰依靠这种方式，来驱赶或者是消灭来袭的鱼雷艇。但这样一来，鱼雷艇驱逐舰就要在狭小的舰体内塞进轮机、燃料、速射火炮、弹药等等，舰上人员的生活空间受到严重挤压。为了解决这个问题，驱逐母舰应运而生：这种支援舰船通常与舰队煤船一同航行，为舰队内的各鱼雷艇驱逐舰（以及日后的驱逐舰）提供乘员的住宿、餐食供应的服务；同时舰上驻有行政人员、厨师、医护人员；此外随舰还有技术人员、维修设备和零备件，对鱼雷艇驱逐舰进行机件维修。

## 发展
1907年大白舰队进行环球航行时，舰队内有補給艦扬克顿号和修理艦（英語：Repair ship）黑豹号跟随航行。修理舰不像补给舰那样可以提供人员的食宿服务，但拥有更好的维修能力，舰上的技术人员和设备可以维修舰艇内较为严重的机械故障或者是交战中受到的损伤。修理舰拥有着全套机械加工和铸造的能力，一切不需要乾船塢的事情都可以通过修理舰完成。

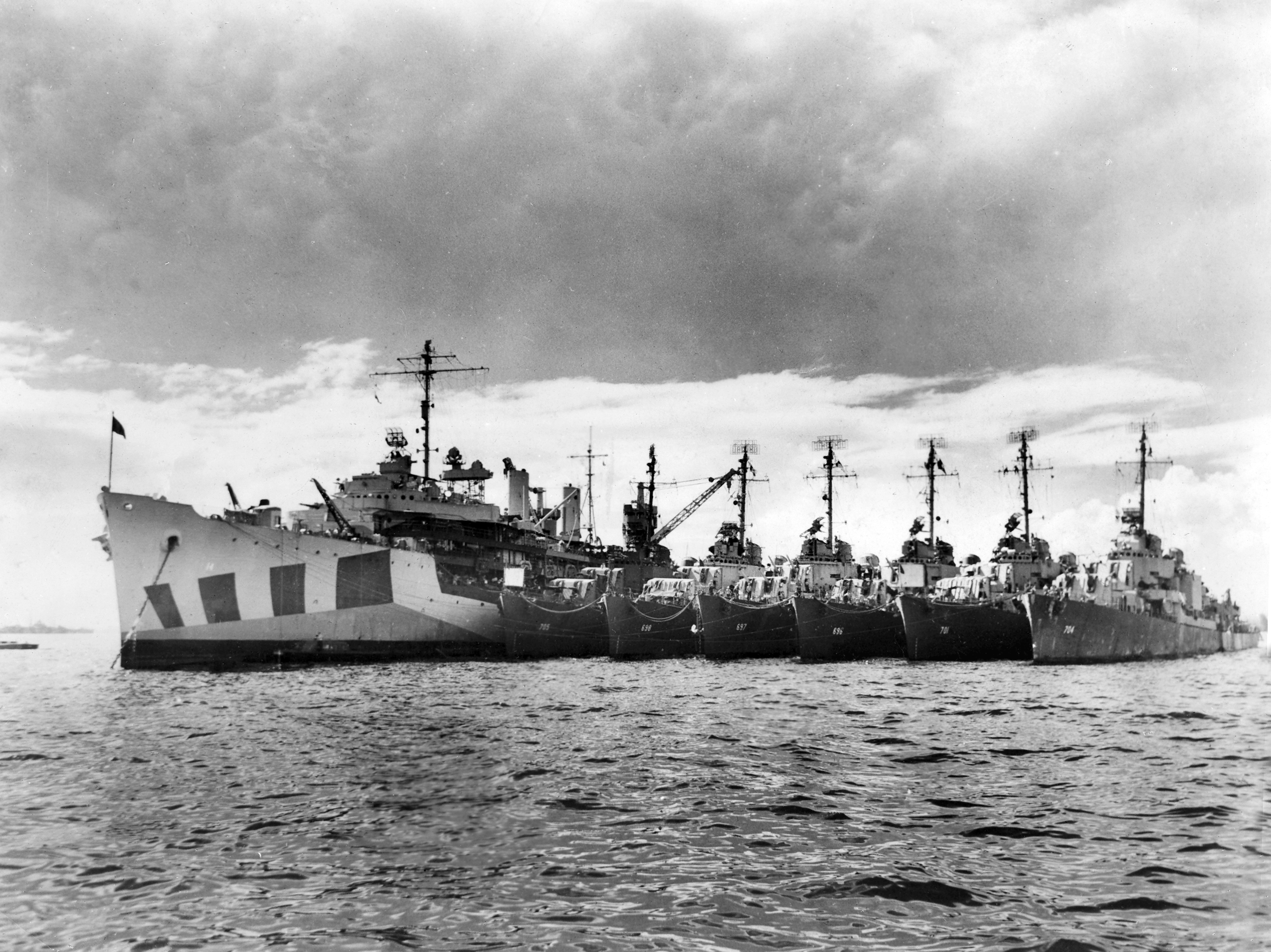
美军驱逐母舰迪克希号驱逐母舰和萨姆纳级驱逐舰，摄于1945年莱特湾

随着新式的动力机构的发明和应用，驱逐舰的吨位出现了明显的增长。第一次世界大战期间，有的驱逐舰就已经差不多到了1000吨的水平；到第二次世界大战，快速航母特遣舰队内的舰队驱逐舰甚至可达2000吨。二战时的美国海军驱逐母舰可以为驱逐舰提供炮弹和深水炸弹，维护和重新装填鱼雷，但更主要的任务是为驱逐舰提供维修支持。如9450吨左右的迪克希级，就有着铸造、锻造、车床加工、焊接等能力，可以修复舰艇较严重的损伤；同时有光学和计时仪器的加工能力，能为舰艇修理双筒望远镜、六分仪、船钟乃至火控系统等等。此外驱逐母舰在驱逐舰靠近停泊维修锅炉时，可以利用自身的蒸馏器和发电机为驱逐舰提供淡水和电力。
随着驱逐舰的吨位越来越大，自身能容纳的设备和人员越来越多，对驱逐母舰的需求也就越来越少。冷战时期的驱逐舰达到了和以前的巡洋舰一样的吨位，也由此拥有了独立遂行任务的能力。这个时代依然服役的驱逐母舰的角色渐渐和修理舰混同了起来。

### 美国
美国海军建造了不少专门的驱逐母舰。美军专门建造的第一艘驱逐母舰为1913年下水的梅尔维尔号，经历了一战和二战。二战前夕建造的有迪克希级、汉姆尔级、海克拉级等。冷战时期美军又建造了两级驱逐母舰，黄石級是美军专门建造的最后一级，陆续退役后再无此种舰种服役。

### 日本
长期以来日本海军为了进行“舰队决战”，一直保有可观的驱逐舰数量，不过并没有为此而专门建造驱逐母舰。早期日军使用特设舰船（即商船改装船）承担这一职责，如日俄战争时期的丰桥。到了一战前后，日军的习惯是使用老式军舰充当驱逐母舰，如在青島戰役期间被德军鱼雷艇S-90击沉的高千穗。二战后的海上自卫队同样没有专门的驱逐母舰。